# Lindengracht

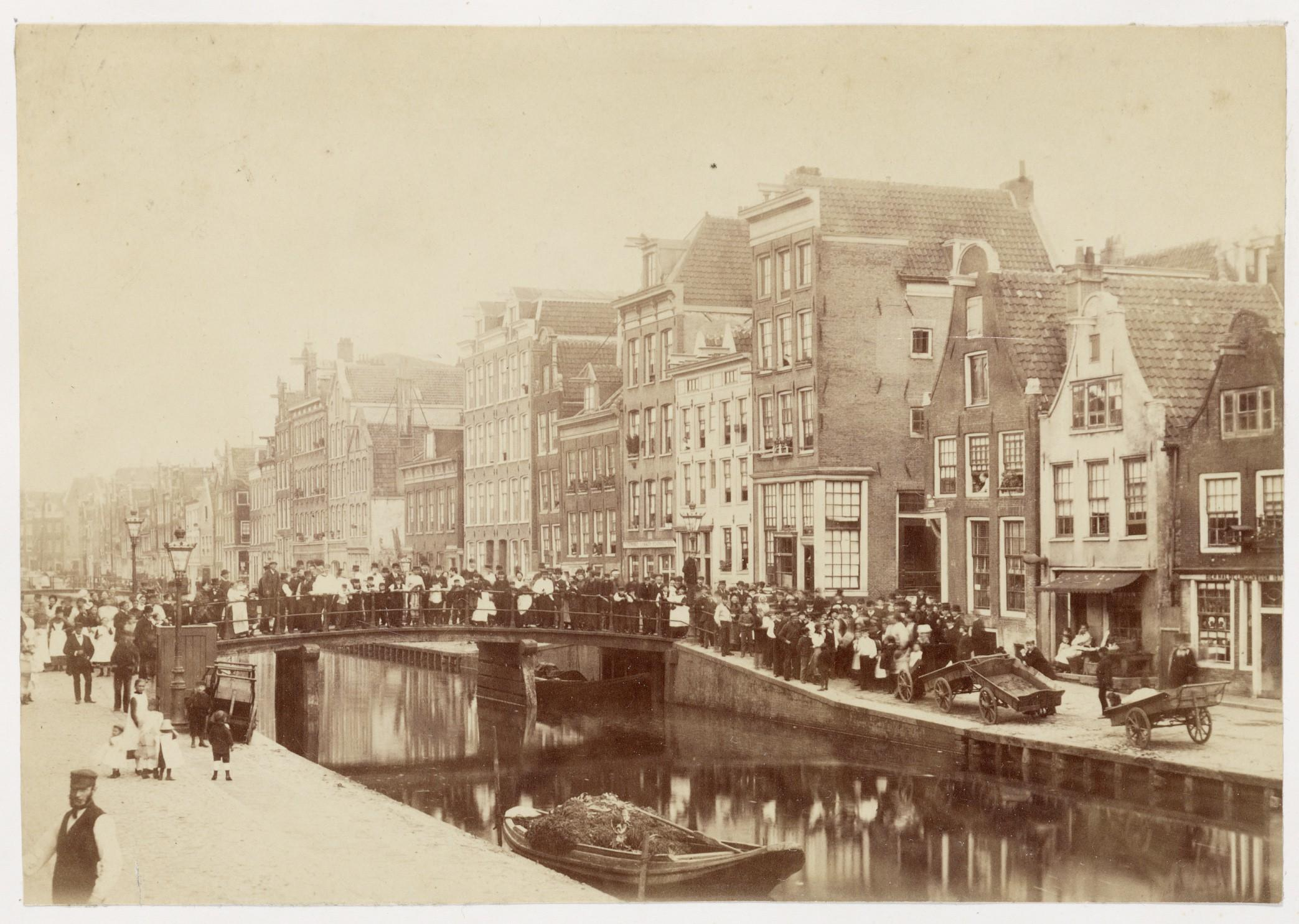
Lindengracht richting Zaterdagse brug, 26 juli 1886

De Lindengracht in Amsterdam is een in 1895 gedempte gracht, die de Brouwersgracht verbindt met de Lijnbaansgracht in de Jordaan. De Lindengracht ligt in stadsdeel Amsterdam-Centrum, iets ten westen van de grachtengordel. De Eerste Lindendwarsstraat en de Tweede Lindendwarsstraat zijn zijstraten. Evenwijdig aan de Lindengracht loopt de Lindenstraat.

## Geschiedenis
De Lindengracht is gegraven in de eerste helft van de 17e eeuw tijdens de grote stadsuitbreiding, de Derde Uitleg.
Het in de 14e eeuw gestichte en in 1572 door brand vrijwel geheel verwoeste Kartuizerklooster 'Sint-Andries-ter-Zaliger-Haven' lag aanvankelijk buiten de stadsmuren. Na de stadsuitleg van 1612 kwam het terrein binnen de stad te liggen: tussen de Lindengracht, Tweede Lindendwarsstraat, de Lijnbaansgracht en de Karthuizersstraat. Het enige dat nog zichtbaar aan het - door Joost van den Vondel in zijn toneelstuk Gijsbrecht van Aemstel genoemde - klooster herinnert, is het 17e-eeuwse 'Karthuizerhofje voor weduwen' (ook bekend als Het Huiszittenweduwenhof).
In de Jordaan lagen elf grachten; van noord naar zuid: Palmgracht, Goudsbloemgracht, Lindengracht, Anjeliersgracht, Egelantiersgracht, Bloemgracht, Rozengracht, Lauriergracht, Elandsgracht, Looiersgracht en Passeerdersgracht. Na 1857 is de Goudsbloemgracht gedempt; de Anjeliersgracht in 1861, de Elandsgracht in 1891 en de Rozengracht in 1889. De Lindengracht en de Palmgracht zijn in 1895 gedempt. Redenen voor demping waren de slechte waterkwaliteit en de noodzaak ruimte te scheppen voor het toenemende verkeer. De Rozengracht werd een belangrijke (tram)verbinding tussen het centrum en de wijken ten westen van de Singelgracht. Diverse plannen om grachten te ontdempen, stuitten op verzet van bewoners, winkeliers en markthandelaren.
Op 25 juli 1886 probeerde de politie bij de Zaterdagse brug over de Lindengracht het spelen van het verboden spel palingtrekken te verhinderen. Daarbij ontstonden rellen die bekendstaan onder de naam het Palingoproer. Bij die volksopstand in de Jordaan vielen 26 doden.
Dankzij de inspanningen van Louise Went, woningopzichteres en later directrice van de N.V. Bouwonderneming 'Jordaan' en haar toekomstige echtgenoot de architect J.E. van der Pek, kon in 1896 aan de Lindengracht bij de Goudsbloemstraat en de Goudsbloemdwarsstraten, een blok nieuwe woningen worden gebouwd. Initiatieven als deze waren van grote invloed op de ontwikkeling van de sociale woningbouw. De reliëfs aan de gevels van Lindengracht (206-220) vermelden beroepen van handwerkers.
De Albert Cuypstraat, de Dapperstraat, de Ten Katestraat en de Lindengracht werden in 1910 als 'ventstraat' aangewezen. Op de Lindengracht is een zaterdagmarkt.
Op de Lindengracht viel op 5 juli 1934 het eerste dodelijke slachtoffer van het Jordaanoproer. De man werd getroffen door een kogel in het hoofd.
Op de Lindengracht bij de Brouwersgracht staat het bronzen beeld dat Hans Bayens in 1979 maakte ter ere van schrijver / schoolmeester Theo Thijssen. Het naar de onderwijsvernieuwer vernoemde Jan Ligtharthuis is op Lindengracht 83-85.
Het OKC (Gemeentelijk Ouder-en-Kind-Centrum) is sinds 2009 gevestigd aan de Lindengracht 204. In dit pand uit 1902 was tot 2008 de Stadsbank van Lening gehuisvest.
- Er staan 21 Rijksmonumenten aan de Lindengracht

## Hofjes
- Het monumentale Lindenhofje, Lindengracht 94-112 uit 1616 is een van de oudste hofjes in Amsterdam.
- Het monumentale Suykerhofje uit 1667, Lindengracht 149-163. (Het Nieuwe Suykerhofje uit 1755 ligt aan de Prinsengracht 385-393.)

## Gangen
Op vele plaatsen in de Jordaan lagen tussen de huizen zogenaamde gangen. Deze smalle steegjes gaven toegang tot de achter de huizenrij gelegen (vaak illegaal) bebouwde achtererven, waar de minstbedeelden in vaak bouwvallige onderkomens woonden. Alleen al op noordzijde van de Lindengracht lagen onder meer:
- de Schuitenvoerdersgang (tussen de nrs. 12 en 24)
- de Medemblikkersgang (tussen 28 en 38)
- de Valwatergang (tussen 64 en 66)
- de Scheepjesgang (tussen 80 en 86)
- de Oudhuizersgang (tussen 168 en 182)
- de Kuipersgang (tussen 162 en 168)
- de Roo(de)hanengang (tussen 194 en 204)
- de Oude Slijpersgang (tussen 206 en 214)
- de Goudsbloemgang (tussen 216 en 224)
- de Sint Jacobsgang (tussen 224 en 232)
- de Suikerbakkersgang (tussen 236 en 246)
- de Wittekruislaan (tussen 280 en 282)
- de Aalsmeerdergang (tussen 286 en 290)
- de Verwersgang (tussen 292 en 302)
- de Ruitersgang (tussen 308 en 318)
- de Houte(n)kamsgang (tussen 320 en 326)
- de Gijzelaarsgang (tussen 326 en 332)

Deze gangen hebben na restauratie of nieuwbouw van aangrenzende panden meestal een andere bestemming gekregen.

## Scholen
De voormalige christelijke G.L.O. Eduard Gerdesschool ligt op nummer 146. De voormalige Christelijke Vak- en Huishoudschool Prinses Irene ligt aan Lindengracht 284-302. Op de nummers 83-85 ligt de Christelijke V.O. School Jan Ligtharthuis. In de voormalige openbare school 111 aan de Lindengracht 93 was de Amsterdamse Toneelschool & Kleinkunstacademie gevestigd. Een ingang van de aan de Goudsbloemstraat gelegen voormalige Lagere School nr. 113 ligt op Lindengracht 200.

## Bekende bewoners
- Jan de Bray (1627-1697), kunstschilder. Hij woonde vanaf 1692 aan de Lindengracht.
- Rika Jansen woonde als kind op twee verschillende adressen aan de Lindengracht.

## Zie ook

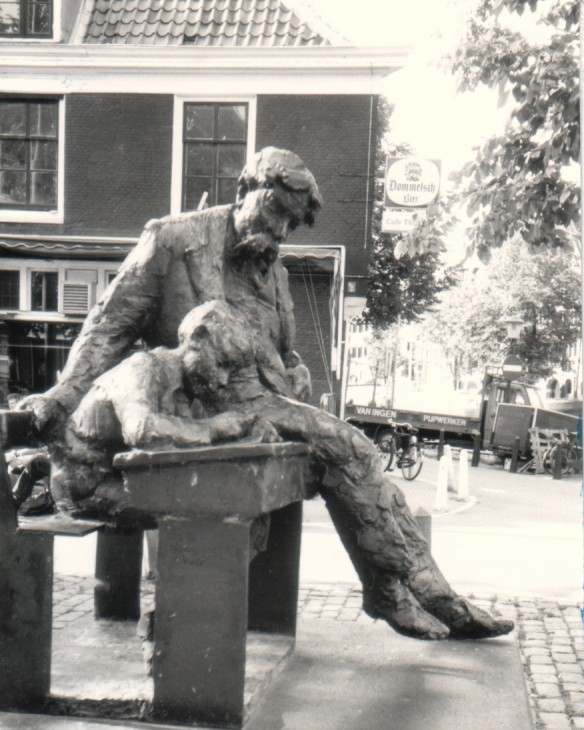
Beeld van Theo Thijssen, door Hans Bayens
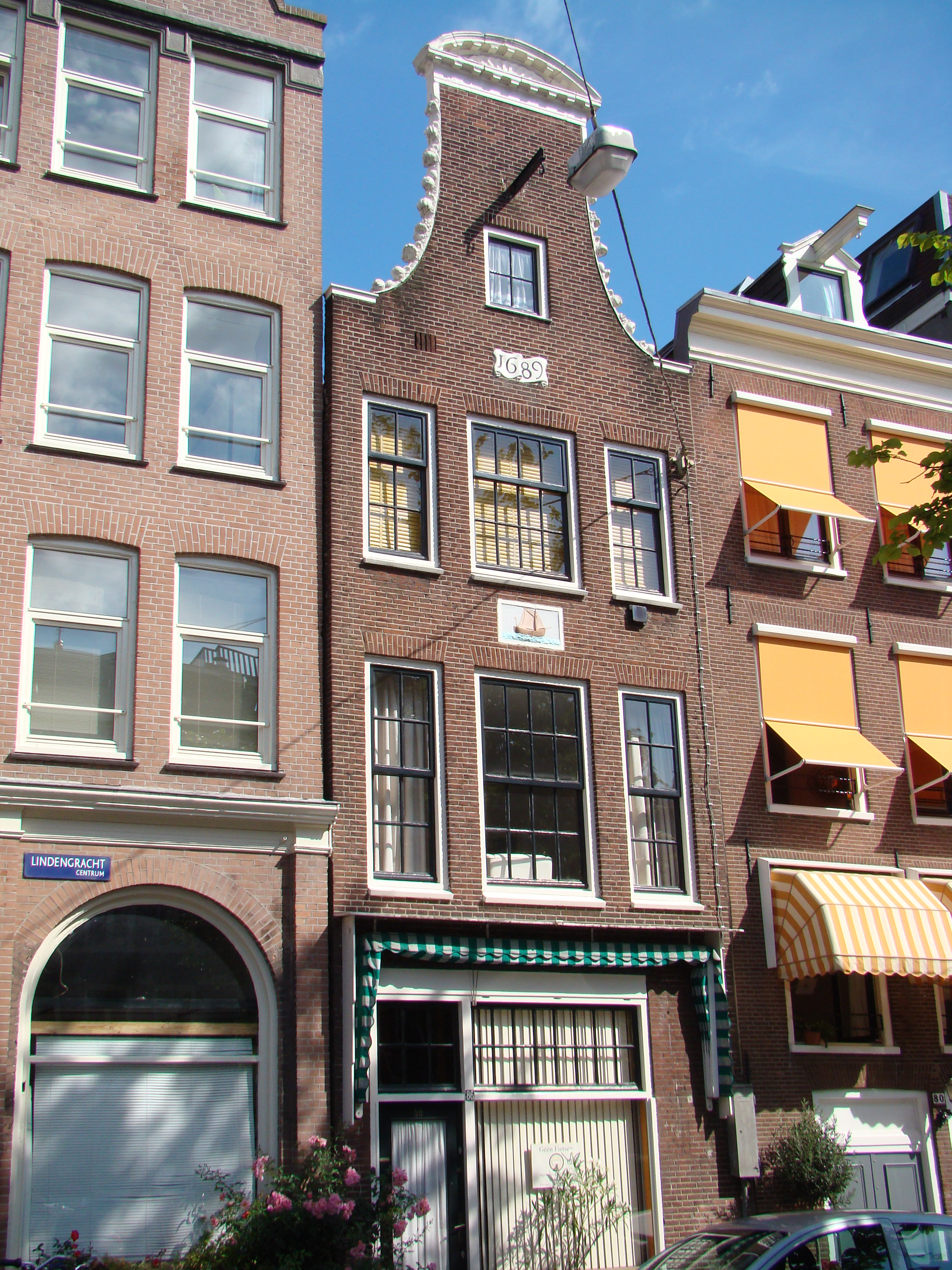
Lindengracht 86
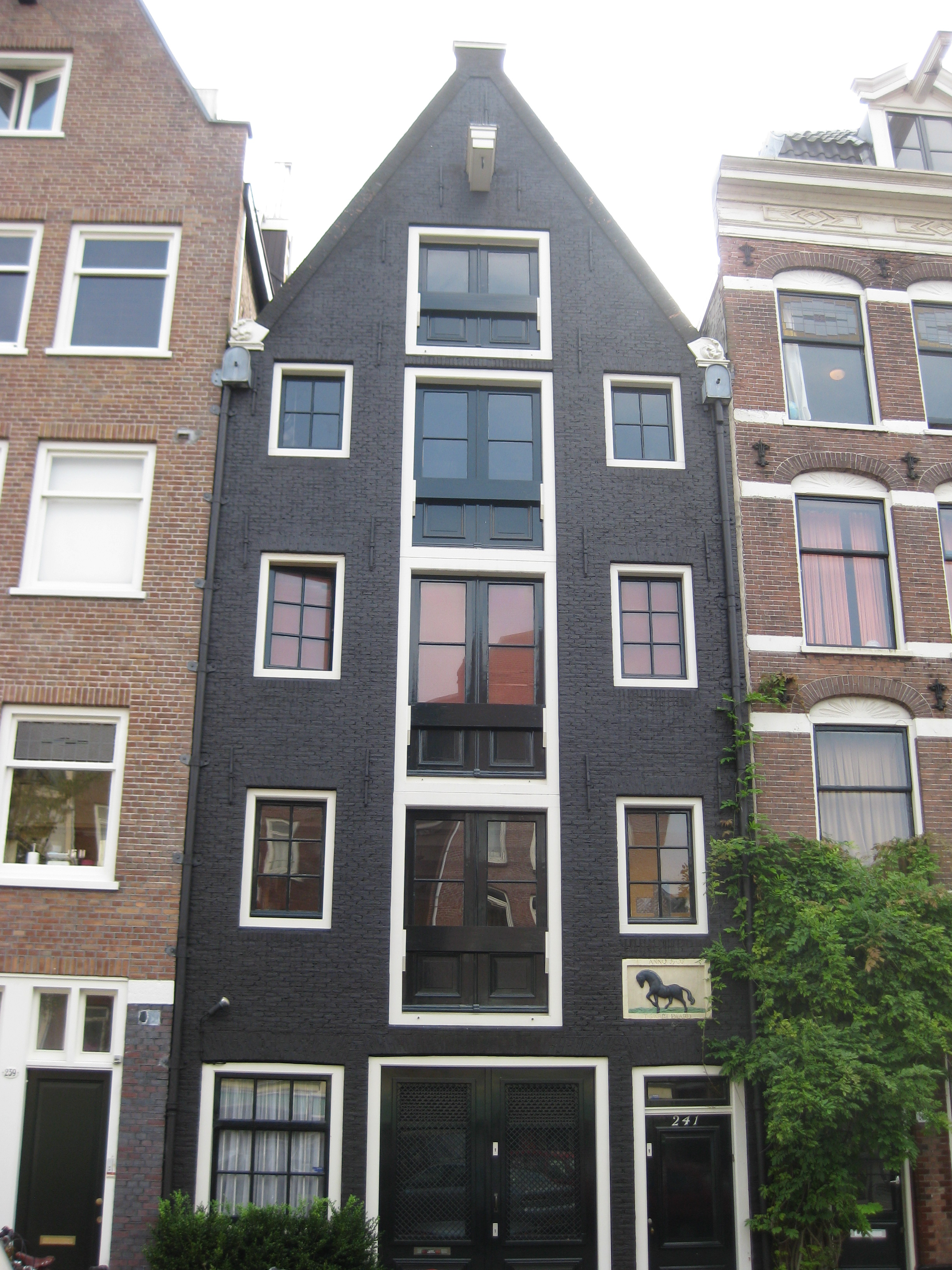
Lindengracht 241
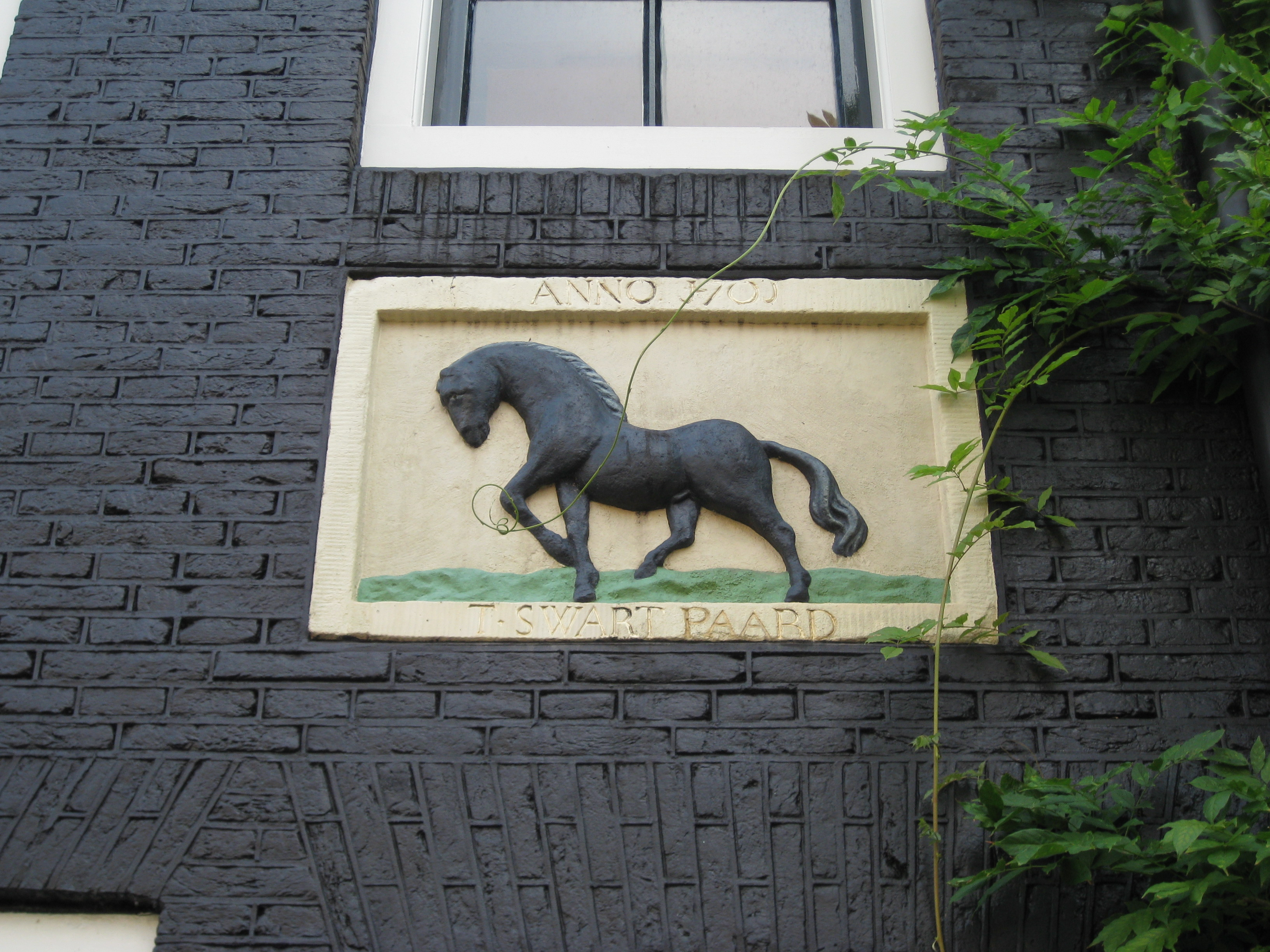
Gevelsteen Lindengracht 241
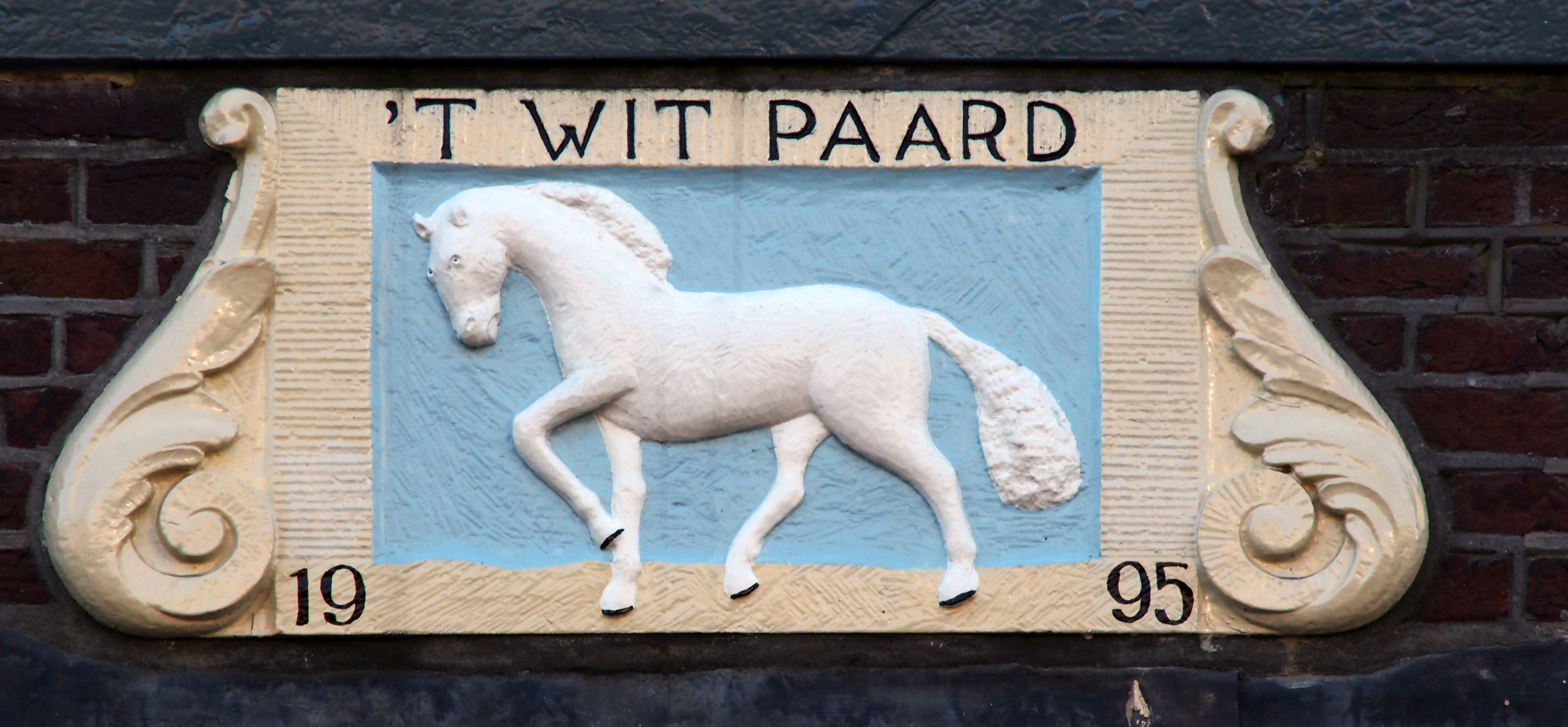
Gevelsteen Lindengracht 27

## Trivia
- De musicus Harry de Groot componeerde het lied (Als het orgel speelt op) die ouwe Lindengracht (gaan de beentjes van de vloer). De tekst is van Pi Veriss.
- Ook het dorpje Vreeland, in de gemeente Stichtse Vecht kent een Lindengracht. Hier staat nog water in de gracht.
- In Opmeer in de provincie Noord-Holland is een waterloze Lindengracht.